# Купер Меннінг
Купер Меннінг (нар. 6 березня 1974 року) ведучий шоу "Година Меннінга" на Fox Sports, а також головний та старший директор з питань взаємодії з інвесторами у AJ Capital Partners. Він є найстаршим сином колишнього професійного футбольного квотербека Арчі Меннінга та старшим братом колишнього професійного футбольного квотербека Пейтона Меннінга та нинішнього квотербека Ілая Меннінга.
Меннінг народився у 1974 році і був першою дитиною Арчі Меннінга та Олівії Меннінг. Він грав у футбольній команді школи Ісідора Ньюмена в якості  приймаючого і мав рік перерви протягом останнього року середньої школи, коли його брат Пейтон Меннінг давав усі паси.
Перспективність Меннінга була високо оцінена в  середній школі і в кінцевому підсумку він вступив до Університету Міссісіпі, Альма-матері Арчі. Коли влітку розпочалися тренування перед школою, Меннінг відчув певне оніміння в пальцях рук і ніг, тому він відправився в клініку Майо в Рочестері, штат Міннесота, щоб поставити діагноз. Там йому сказали, що у нього хребетний стеноз, звуження хребта та защемлення нервів. Меннінг прийняв діагноз і негайно закінчив свою спортивну кар’єру. 
На честь Купера, Пейтон одягав футболку з номером брата, 18, коли він розпочав свою професійну кар'єру в Національній лізі футболу в 1998 році.
У 1999 році Купер одружився з Еллен Хайденгсфелдер. 

## Пост-футбольна кар'єра
Меннінг був партнером Scotia Howard Weil, інвестиційної компанії, що займаалася енергетичною галуззю, з офісами в Х'юстоні та Новому Орлеані. Фірма проводить щорічну енергетичну конференцію, яка приваблює представників для інвесторів вищого рівня, державних енергетичних компаній, приватних енергетичних компаній, приватних фірм, що займаються акціями, та інших комерційних кредиторів з усього світу.
Протягом тижнів, що ведуть до Суперкубка XLVII в Новому Орлеані, він вів власну рубрику у шоу «Dan Patrick Show» під назвою «Менінг на вулиці». 13 вересня 2015 року Меннінг приєднався до команди телемовлення Fox NFL Kickoff. У 2016 році AJ Capital Partners затвердила Меннінга у своїй виконавчій команді на посаді головного та старшого керуючого директора із зв'язків з інвесторами. AJ Capital Partners — приватна компанія з нерухомості, що знаходиться в Чикаго, штат Іллінойс, і зосереджується на створенні портфоліо готелів та курортів, зокрема це — власний бренд компанії, Graduate Hotels, колекція бутикових готелів, орієнтованих на дизайн, на прив’язаних до університетів ринках по всій території США. Інші проєкти включали реставрацію існуючих готелів та розробку нових об'єктів нерухомості, кілька з яких розташовані у Чикаго, такі як Чиказька атлетична асоціація, Soho House Chicago, Thompson Chicago та Hotel Lincoln .